# Margyricarpus
Margyricarpus là một chi thực vật có hoa trong họ Hoa hồng.

## Hình ảnh

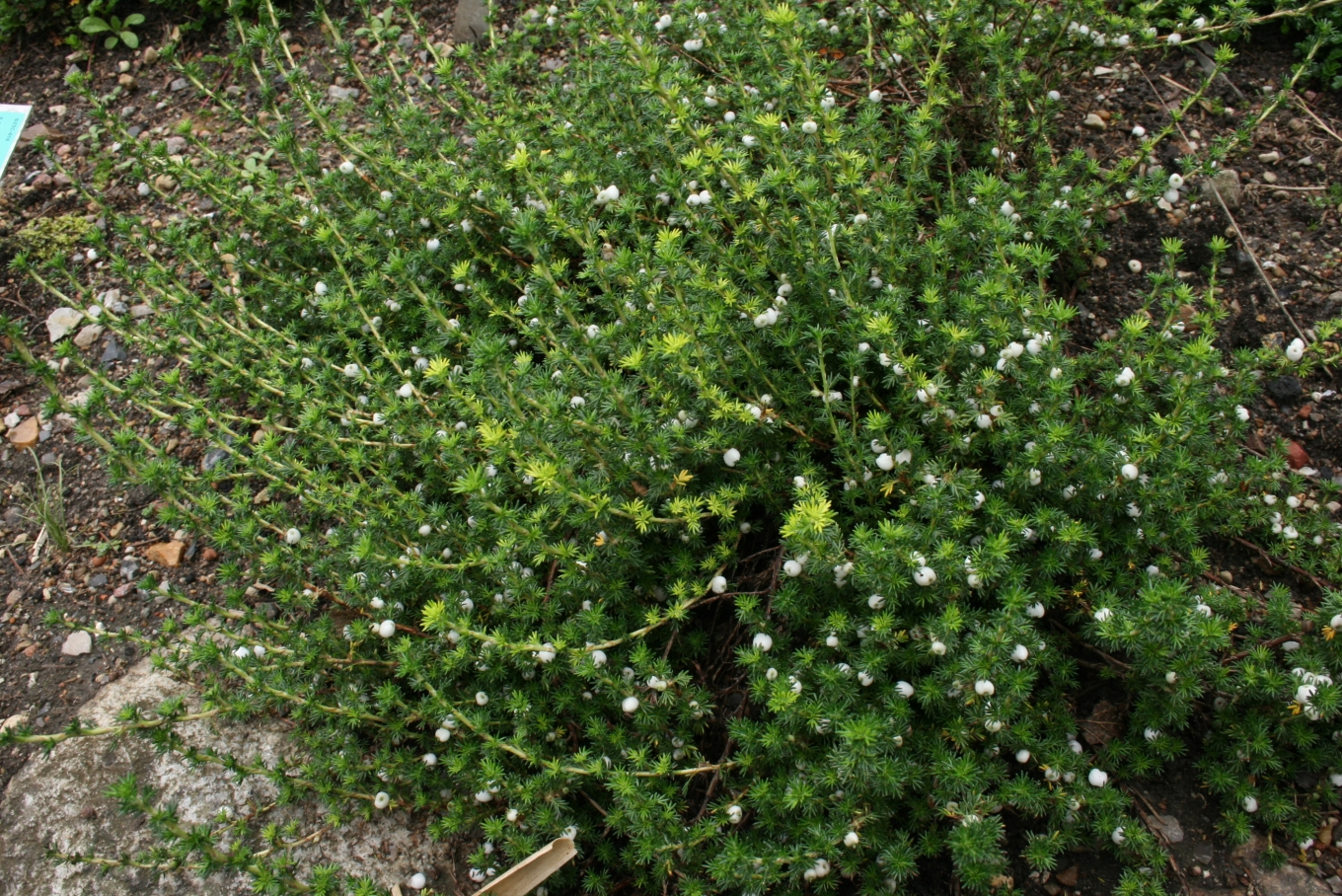

## Các loài
- Margyricarpus acanthocarpus
- Margyricarpus alatus
- Margyricarpus ameghinoi
- Margyricarpus caespitosus
- Margyricarpus cristatus
- Margyricarpus digynus
- Margyricarpus inermis
- Margyricarpus paucijugatus
- Margyricarpus pinnatus
- Margyricarpus tragacanthus